# Krasa nenagljadnaja
Krasa nenagljadnaja (russisk: Краса́ ненагля́дная) er en sovjetisk animationsfilm fra 1958 af Vladimir Degtjarjov.